# Lauderic Caton
Lauderic Rex Caton (* 31. August 1910 in Arima; † 19. Februar 1999 in London) war ein trinidadisch-britischer Jazzgitarrist. Caton gilt Val Wilmer zufolge als Pionier der elektrisch verstärkten Gitarre in Großbritannien.

## Leben und Wirken
Caton lernte als Jugendlicher Gitarre; bereits während der Schulzeit unterrichtete er und schrieb Lyrik. Er spielte neben seinem Hauptinstrument auch Banjo, Kontrabass, Saxophon, trat mit lokalen Bands auf und nahm Platten mit Calypso-Musikern auf. 1938 zog er nach Martinique, um an der Musikschule des Saxophonisten Stanley Carter zu lehren; als die Schule finanziell scheiterte, beschlossen sie, gemeinsam nach Europa auszuwandern. In Paris hatte er erste Auftrittsmöglichkeiten (u. a. mit Oscar Alemán), bevor er mit Carter nach Belgien zog. Dort betätigte er sich auch als Arrangeur und spielte mit Ram Ramirez, dem Co-Autor von Lover Man. Kurz vor der Invasion durch die deutsche Wehrmacht floh er nach England, wo er im Mai 1940 ankam und ein Engagement im Club Boogie Woogie fand. Daneben nahm er Unterricht bei dem kubanischen Pianisten Marino Barreto, der ihm lateinamerikanische Musik nahebrachte. In Barretos Band lernte Caton den Saxophonisten Louis Stephenson kennen. Als Bandleader arbeitete er im Jig’s Club in Soho, ein Treffpunkt für afrokaribische Musiker. Nachdem Cyril Blake, der ebenfalls aus Trinidad stammte, die Leitung der Band übernommen hatte, entstanden 1941 erste Plattenaufnahmen.
In der Formation West Indian All-Stars spielte Caton mit dem jamaikanischen Saxophonisten Bertie King, außerdem mit Johnny Claes und bei Harry Parry, in dessen Sextett er erstmals in Großbritannien eine elektrisch verstärkte Gitarre spielte; über die Rundfunkübertragungen der BBC verbreitete sich der neue Sound rasch. Caton nahm mit beiden Bands auf. Im Caribbean Club trat er ab 1946 im Trio mit dem deutschstämmigen Pianisten Dick Katz und dem Bassisten Coleridge Goode auf; Aufnahmen des Trios entstanden in den 1950ern mit dem Schlagzeuger und Sänger Ray Ellington, mit dem es seit Ende 1947 ein Quartett unter Ellingtons Leitung bildete und auf landesweite Tourneen ging. Caton stieg im April 1949 aus der Band aus. 1950 arbeitete er im Trio von Errol Barrow und sang 1951 in einem Vokaltrio. Nach Tätigkeiten als Schauspieler, einer Europatournee mit Coleridge Goode 1954 und weiteren Stationen Ende der 1950er Jahre verließ er schließlich das Musikgeschäft (nachdem er schon zuvor Verstärker etwa für seinen Gitarrenkollegen Pete Chilver gebaut hatte). In den folgenden Jahren arbeitete er als Automechaniker und Elektrotechniker; ferner schrieb er drei Romane, die aber keinen Verleger fanden. Tom Lord verzeichnet 19 Aufnahmedaten mit Caton zwischen 1939 und 1949; er ist auch auf Platten mit Happy Blake und im Duo mit Vic Lewis zu hören. Die Kompilation Black British Swing (2001) enthält auch Stücke mit ihm.

## Lexikalische Einträge
- John Chilton: Who’s Who in British Jazz. London 2005, ISBN 0-8264-7234-6.